# 歌川豊国 (6代目)
六代目 歌川 豊国（うたがわ とよくに、明治36年（1903年）2月3日 - 平成12年（2000年）11月11日）は、大正時代から平成時代の浮世絵師。

## 来歴
明治36年、2代目歌川国鶴の次男として、東京市麻布区笄町（現在の東京都港区西麻布）に生まれる。母は四条派の絵師ゆた。祖父は歌川国鶴。始めは2代目歌川国春と号しており、明治38年（1905年）に大阪市南区（現在の中央区）徳井町に移った。さらにその3年後、明治41年（1908年）には京都市に転居している。父の2代目歌川国鶴のもと、浮世絵を学んだ後、山元春挙及び中井汲泉に師事し、運筆及び風景画を習得した。大正7年（1918年）には、叔父の5代目歌川豊国に引き取られ、再び浮世絵を学んだ後、大正11年（1922年）には東京府下幡ヶ谷の前田英に師事し、写真背景画を学んでいる。作画期は大正期から平成12年（2000年）まで。
関東大震災後の大正14年（1925年）、再び大阪に移って父の跡を継ぎ、写真の背景画を生業とし、実業家として独立したが浮き沈みが激しく、挫折し、辛酸をなめたという。その傍ら、この時期に日本画を修得している。
第2次世界大戦戦時中の昭和14年（1939年）から翌昭和15年（1940年）には平和運動に参加していた。また、昭和16年（1941年）には画材の入手が難しくなってきたため、一度、画業を捨てて戦争協力の軍需工場、株式会社日本光機を設立、同社の経営を始め、戦後も商社・株式会社菱屋を経営する傍ら、初期の大正相互銀行の取締役も兼務していた。その後、昭和42年（1967年）になって、工場経営を息子に譲り、石切神社で下働きの仕事をしつつ、再び画業に戻っている。このころ、歌川国芳の流れをくむ画家中村貞以に師事、歌川派再興をめざして昭和47年（1972年）、69歳の時に歌川派最後の絵師で、叔父にあたる歌川国松の遺言により、6代目「歌川豊国」を名乗った。同時に国松に5代目歌川豊国を追号している。中村貞以が主催する春泥会展において作品を発表以降、画業に専念するようになり、昭和51年（1976年）11月19日には画号を「国春」から「豊国」と改名しており、さらに平成3年（1991年）1月30日をもって号を「豊國」と変更した。昭和53年（1978年）から三越や松坂屋などで展覧会を開催している。
6代目歌川豊国による日本画の作品として、昭和47年（1972年）制作の「牡丹」、昭和48年（1973年）の「舞妓」、昭和49年（1974年）の「菖蒲」などが知られている。昭和50年（1975年）以降、『美術家名鑑』や『美術年鑑』などに「六代目歌川豊国」として名前が掲載されるようになった。また、昭和63年（1988年）、「歌川家の伝承が明かす『写楽の実像』を六代・豊国が検証した」という著書を二見書房から刊行した時には多大の話題を集めた。しかし、画業のほうは昭和62年（1987年）以降、平成4年（1993年）の間においてはめぼしい作画活動が見当たらず、展覧会に関しては同昭和62年以降では平成7年（1995年）に布施東劇ロビーという映画館において開催された「六代歌川豊国浮世絵展」まで開催されなかった。
祖父の国鶴が2代目歌川豊国の門人であり、その次男であった歌川国松が叔父にあたるため、2代豊国の縁により、6代目歌川豊国を襲名した。90歳を過ぎてから、平成8年（1996年）より3年間、大阪府立桃谷高等学校の定時制夜間部に通った後、平成11年（1999年）の4月、東大阪市の自宅に近い近畿大学の法学部（二部）法律科に入学、浮世絵に関する論文により博士号を取得することを目標にし、勉学に励んでいた矢先、平成12年11月11日、急性心疾患により自宅で死去した。享年97。
歌川豊国の名跡は自身の3男が没後の2001年に7代目（歌川豊国 (7代目)）を継いだ。

## 作品
- 「鏡獅子」紙本着色、個人蔵
- 「静と老桜」紙本着色、個人蔵
- 「紅葉」紙本着色、個人蔵
- 「舞妓図」紙本着色、個人蔵
- 「二人静」紙本着色、個人蔵
- 「牡丹」
- 「菖蒲」